# Saint-Julien-Beychevelle
Saint-Julien-Beychevelle település Franciaországban, Gironde megyében. Lakosainak száma 621 fő (2022. január 1.). Saint-Julien-Beychevelle Pauillac, Saint-Genès-de-Blaye, Cussac-Fort-Médoc, Saint-Androny, Saint-Laurent-Médoc és Blaye községekkel határos.

## Népesség
A település népessége az elmúlt években az alábbi módon változott:
| Lakosok száma | 1216 | 1006 | 873  | 739  | 637  | 609  | 595  | 611  | 616  | 621  |
|               | 1968 | 1982 | 1990 | 2006 | 2013 | 2015 | 2017 | 2019 | 2020 | 2022 |